# تشانغ كاي
تشانغ كاي (1 ديسمبر 1982 - ) هو لاعب كرة سلة صيني في مركز الوسط. لعب مع Shenzhen Leopards ‏.